# Scripteur (communication)
Pour les articles homonymes, voir Scripteur.
Cet article court présente un sujet plus développé dans : Énonciation.
En linguistique et en communication, le scripteur est la personne ou l'entité qui crée ou transmet un message par écrit à destination d'un lecteur. On parle plus communément d'auteur, mais ce terme possède des connotations littéraires que n'a pas le mot scripteur.
Quand le scripteur est le créateur du message, il est également un émetteur ou destinateur. Mais le scripteur peut également transcrire des propos tenus par autrui. Celui-ci est alors l'émetteur du message, le scripteur n'agissant que comme intermédiaire.
Le scripteur est celui qui met par écrit, par opposition au locuteur.

## Étymologie
Initialement, le scripteur désigne, dans la religion catholique, l'officier de la chancellerie pontificale qui écrit les bulles.